# Lindsay Zanno
Lindsay E. Zanno, conosciuta semplicemente come Lindsay Zanno (...) è una paleontologa statunitense, nota soprattutto per aver scoperto e classificato i dinosauri Siats meekerorum e Moros intrepidus.

## Biografia
Zanno incominciò ad appassionarsi ai dinosauri fin da bambina, e, mentre stava seguendo un corso di laurea in pre-med, sua madre le comprò il libro From Lucy To Language di Donald Johanson, del quale fu talmente entusiasmata che lesse tutti i libri della sua biblioteca locale sull'evoluzione umana. In seguito si trasferì ad Albuquerque per studiare paleoantropologia, collaborando con gli scienziati del New Mexico Museum of Natural History and Science.
Nel 1999 conseguì il Bachelor of Science dall'Università del Nuovo Messico, la laurea presso l'Università dello Utah, il Master of Science nel 2004 e il dottorato di ricerca nel 2008. Sulla sua attività di paleontologa, Lindsay ha rivelato nel 2017 che la sua prima scoperta fu uno scheletro parziale di Parasaurolophus nei calanchi del Cretacico nello Utah e con il Ditto Lab per studiare il flusso d'aria e la risonanza dei crani di varie specie di Parasaurolophus.
Insieme a Peter J. Makovicky del Field Museum, Zanno ha rinvenuto i fossili di un Siats meekerorum, insolito perché i neovenatoridi erano sconosciuti in Nord America. Inoltre, è l'autrice principale di un articolo sulla scoperta del Moros intrepidus, un antenato del Tyrannosaurus rex, avvenuta nello Utah, che divenne pochi anni dopo grazie al film Jurassic World - Il dominio (2022) molto conosciuto al pubblico, seppur con dei tratti leggermente inaccurati rispetto all’originale.
Zanno è Assistant Research Professor of Paleontology all'Università statale della Carolina del Nord ed è a capo del laboratorio di ricerca di paleontologia del North Carolina Museum of Natural Sciences.